# Škoda Octavia IV
Der Škoda Octavia IV ist die vierte Generation der Modellreihe Octavia des Pkw-Herstellers Škoda. Er wurde am 11. November 2019 in Prag vorgestellt und ist als Limousine und Kombi erhältlich. Eine überarbeitete Version der Baureihe präsentierte Škoda am 14. Februar 2024.

## Allgemeines
Der Octavia IV basiert, wie auch der VW Golf VIII, auf dem weiterentwickelten modularen Querbaukasten des Volkswagen-Konzerns.
Wie beim Golf VIII sind beim Octavia viele Funktionen im Touch-Screen mit 8,25 bis 10 Zoll Diagonale (in der Mittelkonsole angeordnet) integriert. Des Weiteren verfügt er über Neuheiten beim Infotainment-System. Mit der Modellpflege 2024 ist auch ein 13 Zoll großes Infotainment-Display erhältlich.
Nach dem Superb iV ist der Octavia iV das zweite Škoda-Modell mit einem Plug-in-Hybrid-Antrieb, bestehend aus einem 1,4 Liter großen TSI-Benzinmotor mit 110 kW (150 PS) und einem 85 kW starken Elektromotor. Die Systemleistung beträgt 150 kW. Zudem hat der Octavia iV eine Lithium-Ionen-Batterie mit einem Energiegehalt von 13 kWh. Damit soll das Modell im WLTP-Zyklus bis zu 55 Kilometer rein elektrisch fahren. Darüber hinaus sind mehrere Benzinmotoren mit Mild-Hybrid-Technologie ausgerüstet.
Erstmals sind für den Octavia ein Head-up-Display und Matrixlicht erhältlich. Auch neue Assistenzsysteme gibt es, wie zum Beispiel Ausweich- und Abbiegeassistent sowie Ausstiegswarner.
- Heckansicht
- Škoda Octavia Combi (2019–2024)
- Heckansicht
- Innenansicht (2019–2024)

Der 2024 überarbeitete Octavia ist um 9 Millimeter länger als die vorhergehende Version. Die restlichen Abmessungen bleiben unverändert.

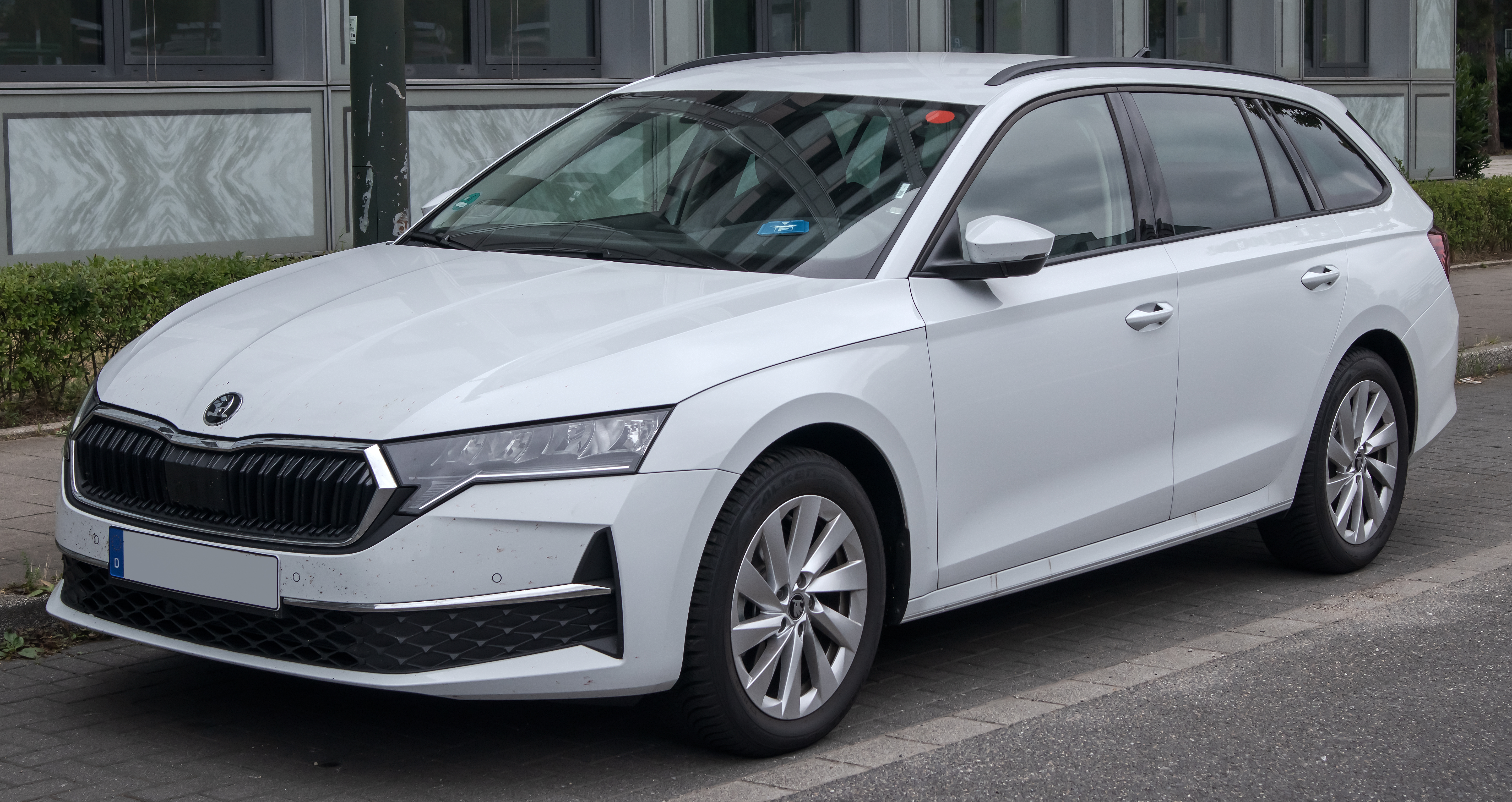
Škoda Octavia Combi (seit 2024)

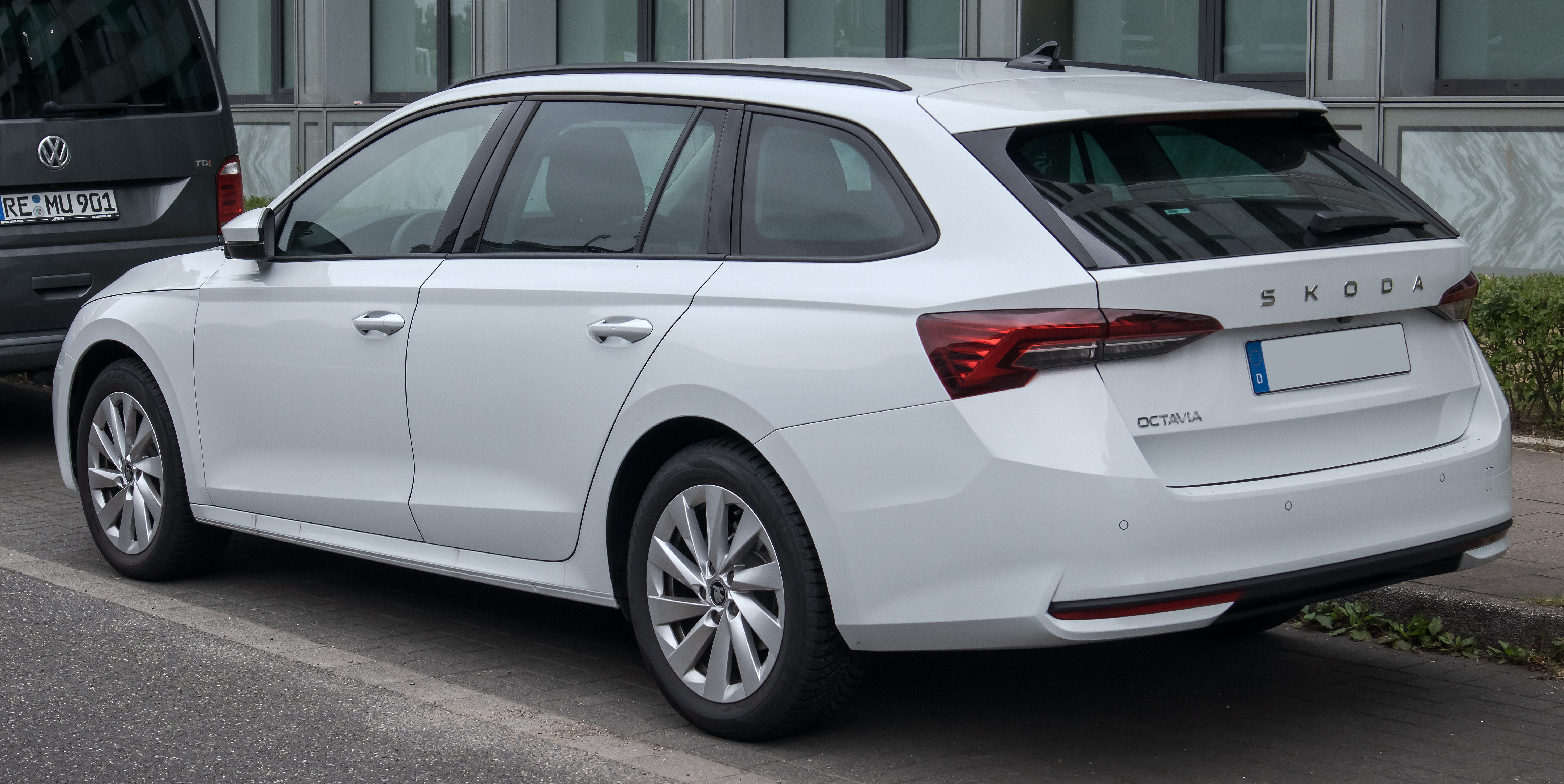
Heckansicht
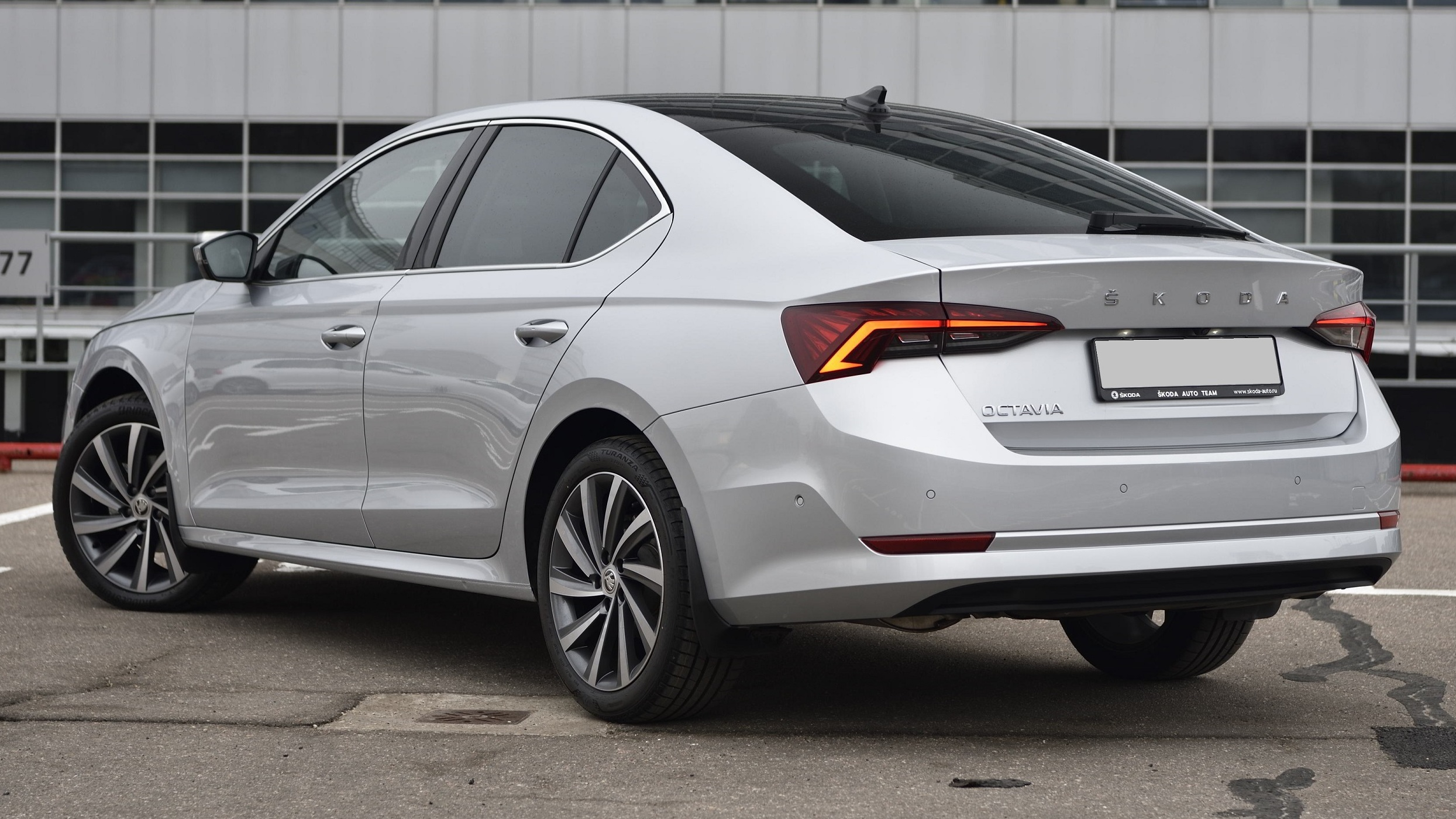
Heckansicht
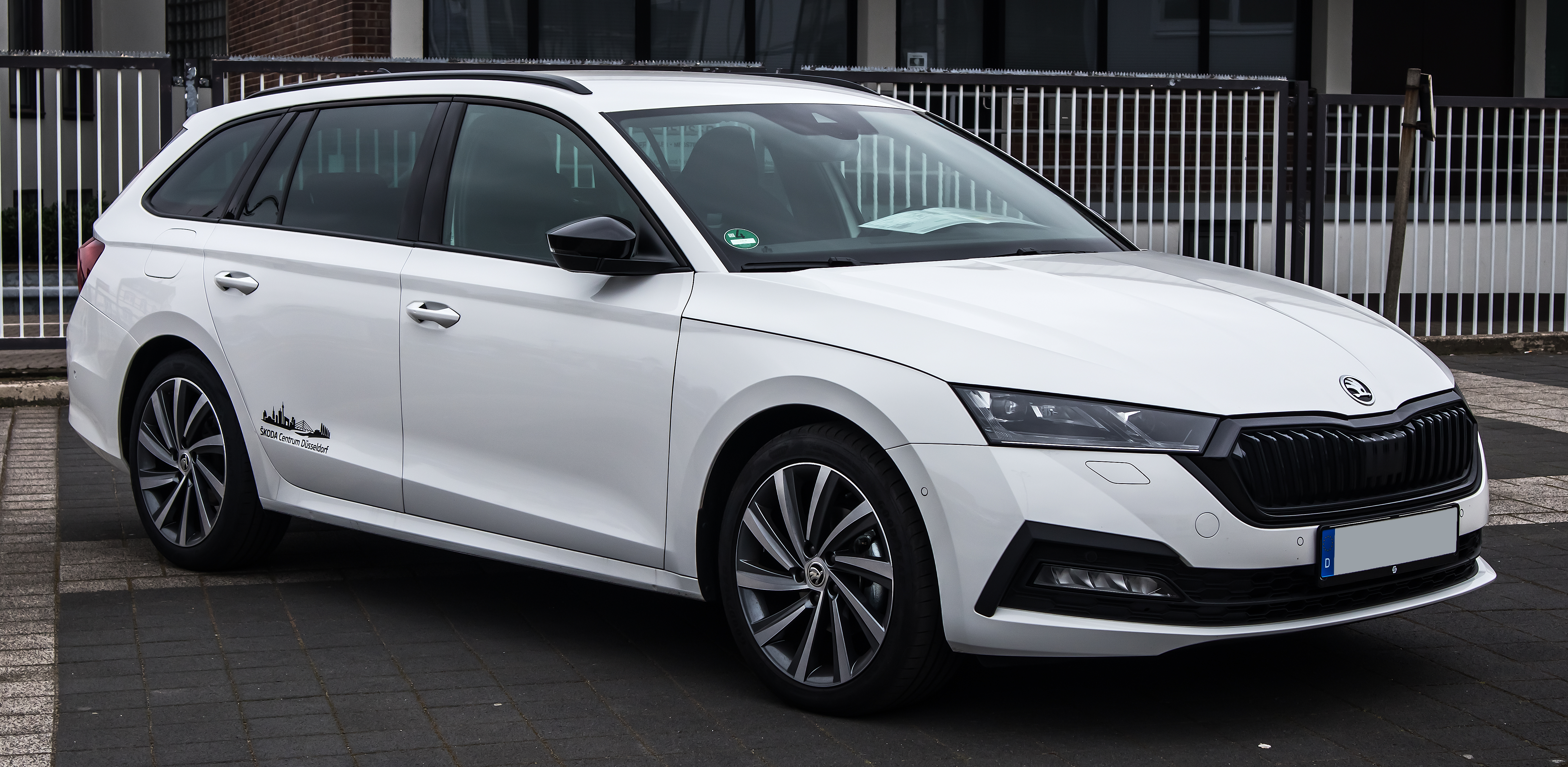
Škoda Octavia Combi (2019–2024)
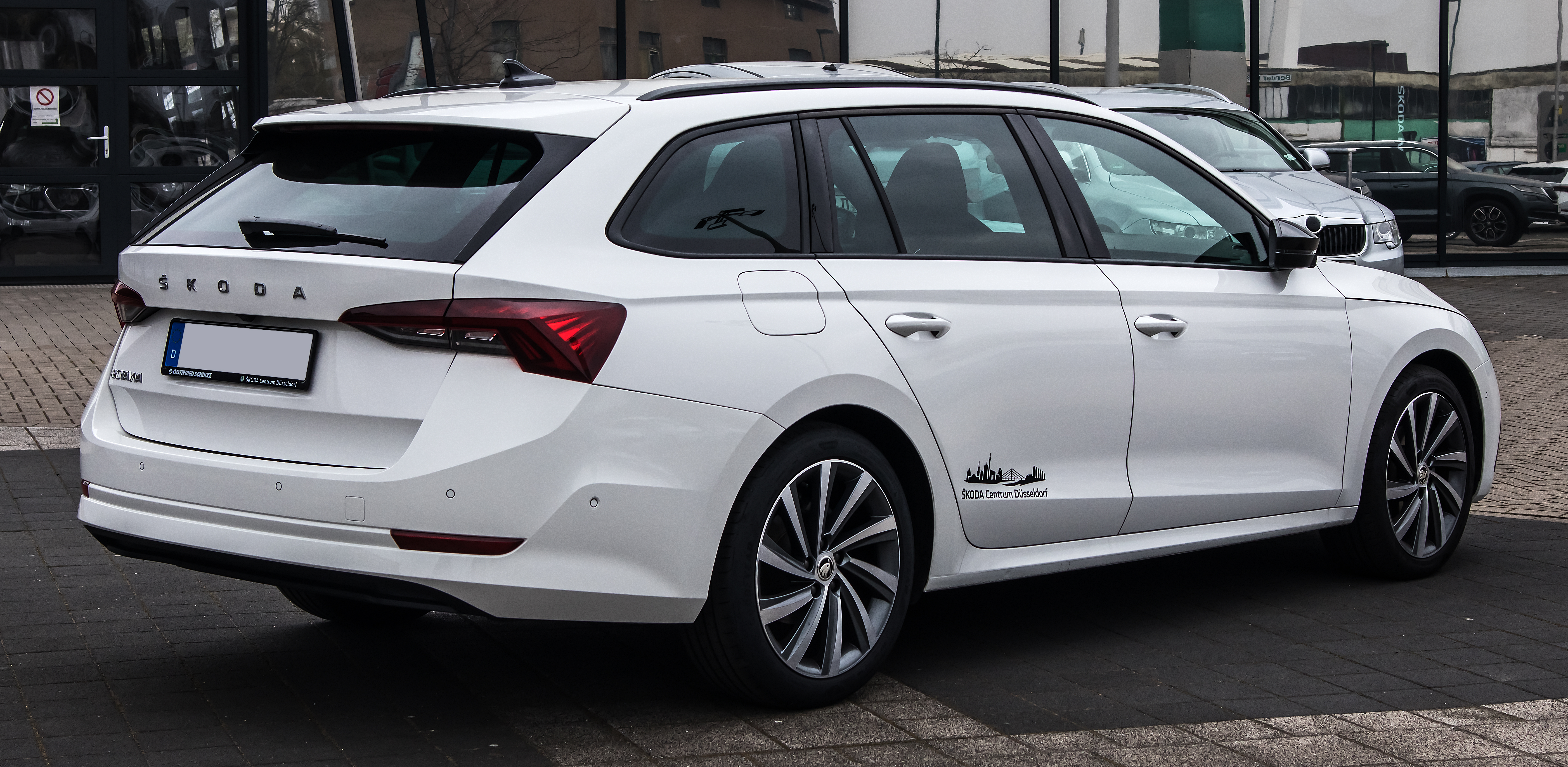
Heckansicht
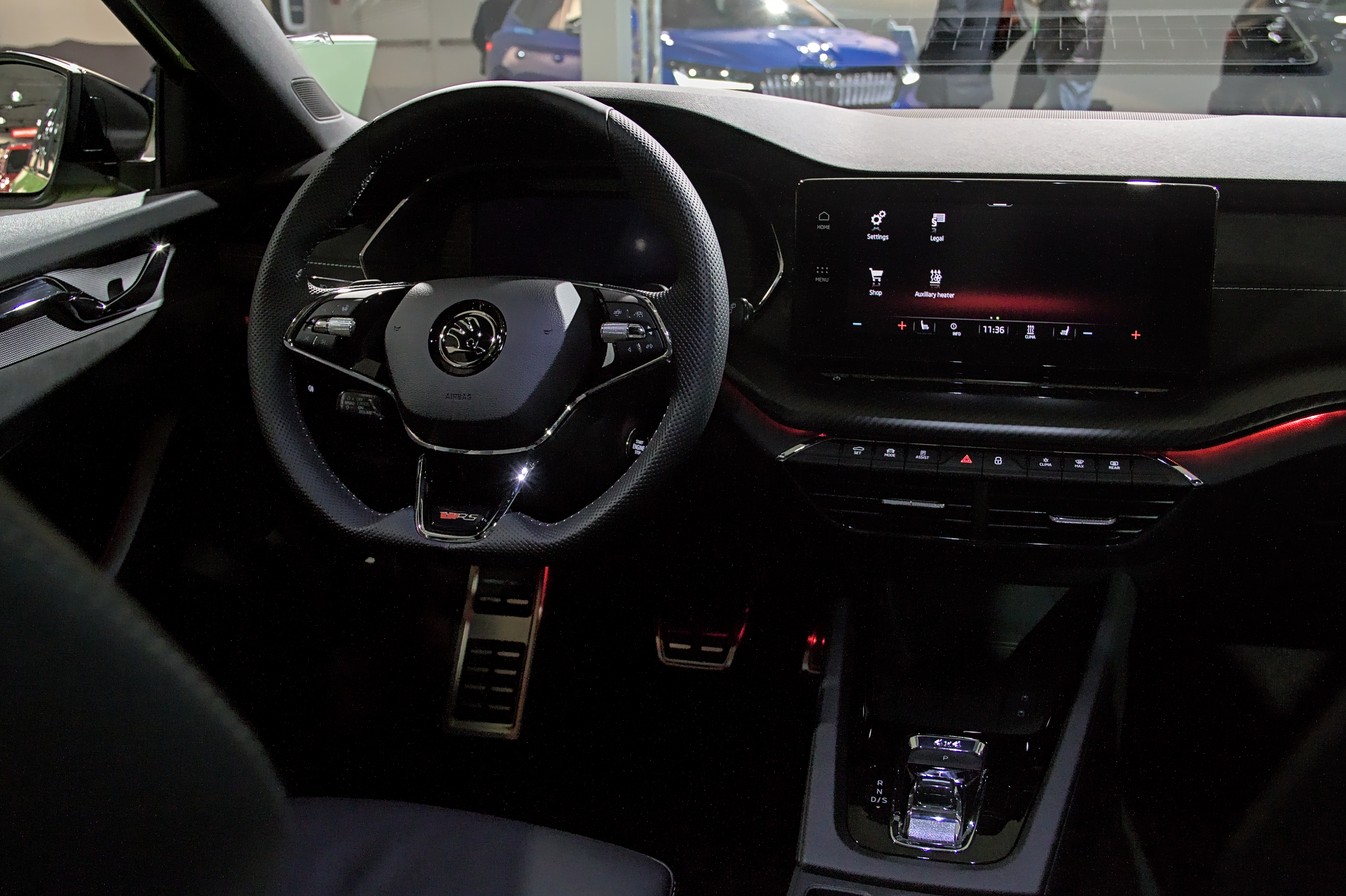
Innenansicht (2019–2024)

## Octavia RS
Die Premiere der sportlicheren RS-Modelle war für den Genfer Auto-Salon im März 2020 geplant, auf Grund der COVID-Maßnahmen und der daraus folgenden Absage der Auto-Show fand sie im Škoda-Stammwerk Mladá Boleslav statt.
Angetrieben wird der im März 2020 vorgestellte Octavia RS vom gleichen Plug-in-Hybrid-Antrieb wie im Golf VIII GTE, weshalb das Modell den Namenszusatz iV bekommt. Die Systemleistung gibt Škoda mit 180 kW (245 PS) an. Auf 100 km/h soll der RS iV in 7,3 Sekunden beschleunigen, die Höchstgeschwindigkeit wird mit 225 km/h angegeben. Ein Lithium-Ionen-Akkumulator mit einer Kapazität von 13 kWh soll eine elektrische Reichweite von bis zu 60 km ermöglichen.
Anfang Juli 2020 präsentierte Škoda den Octavia RS auch mit dem 180 kW (245 PS) starken 2,0-Liter-Ottomotor aus dem Golf VIII GTI und dem 147 kW (200 PS) starken 2,0-Liter-Dieselmotor aus dem Golf VIII GTD.
Mit der Modellpflege 2024 entfielen beim RS der Plug-in-Hybrid- und der Diesel-Antrieb. Außerdem stieg die maximale Leistung des Benziners auf 195 kW (265 PS).

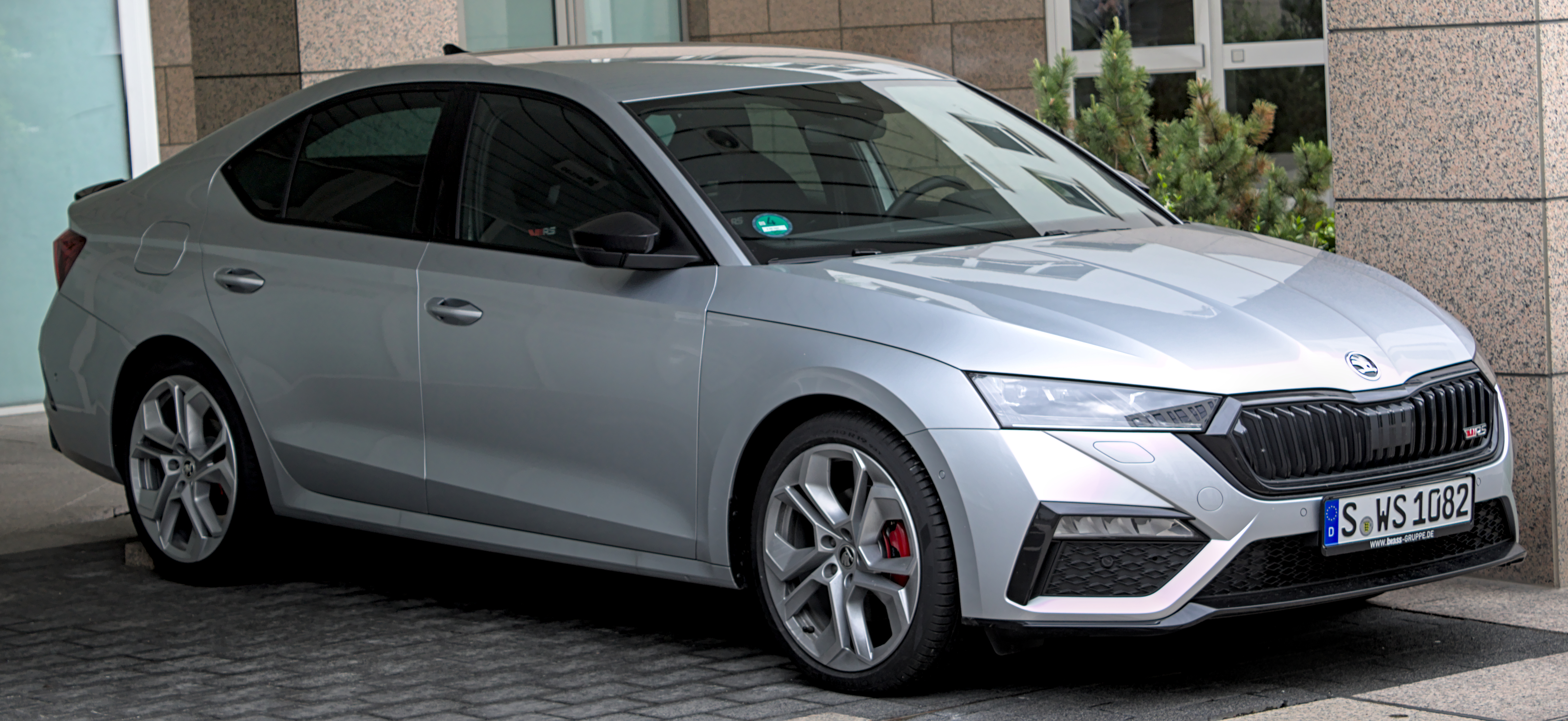
Škoda Octavia RS (2020–2024)
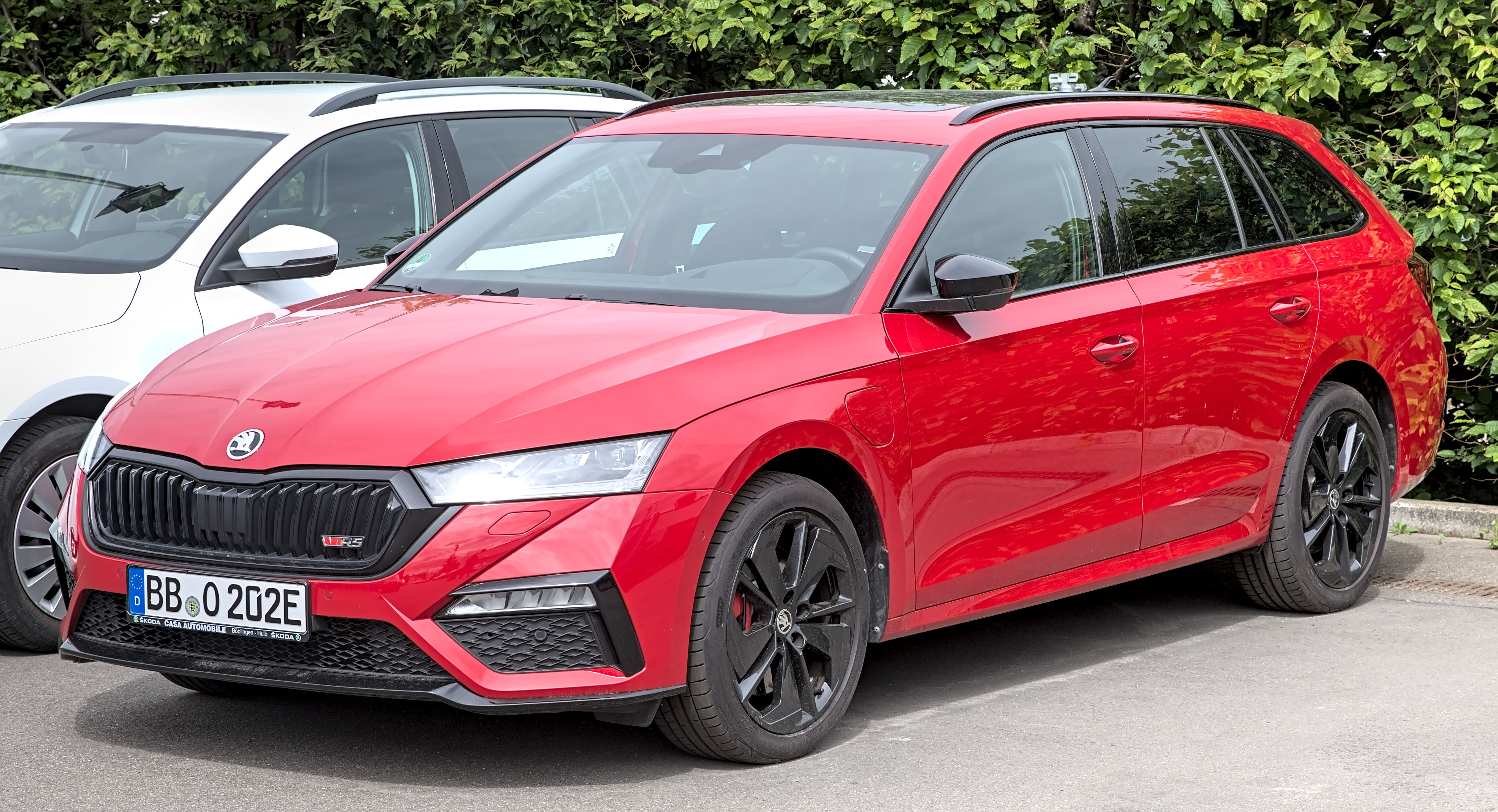
Škoda Octavia Combi RS (2020–2024)
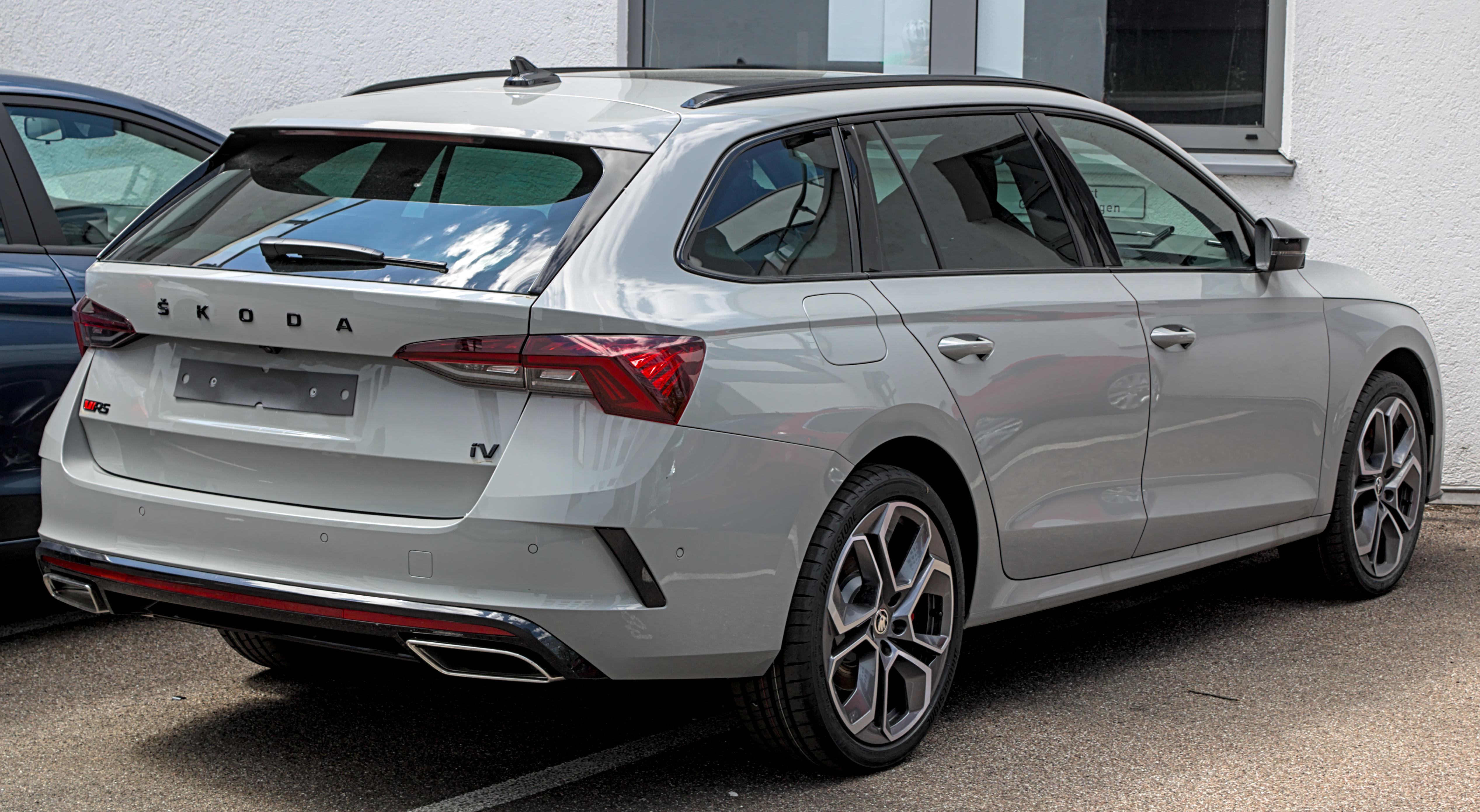
Heckansicht
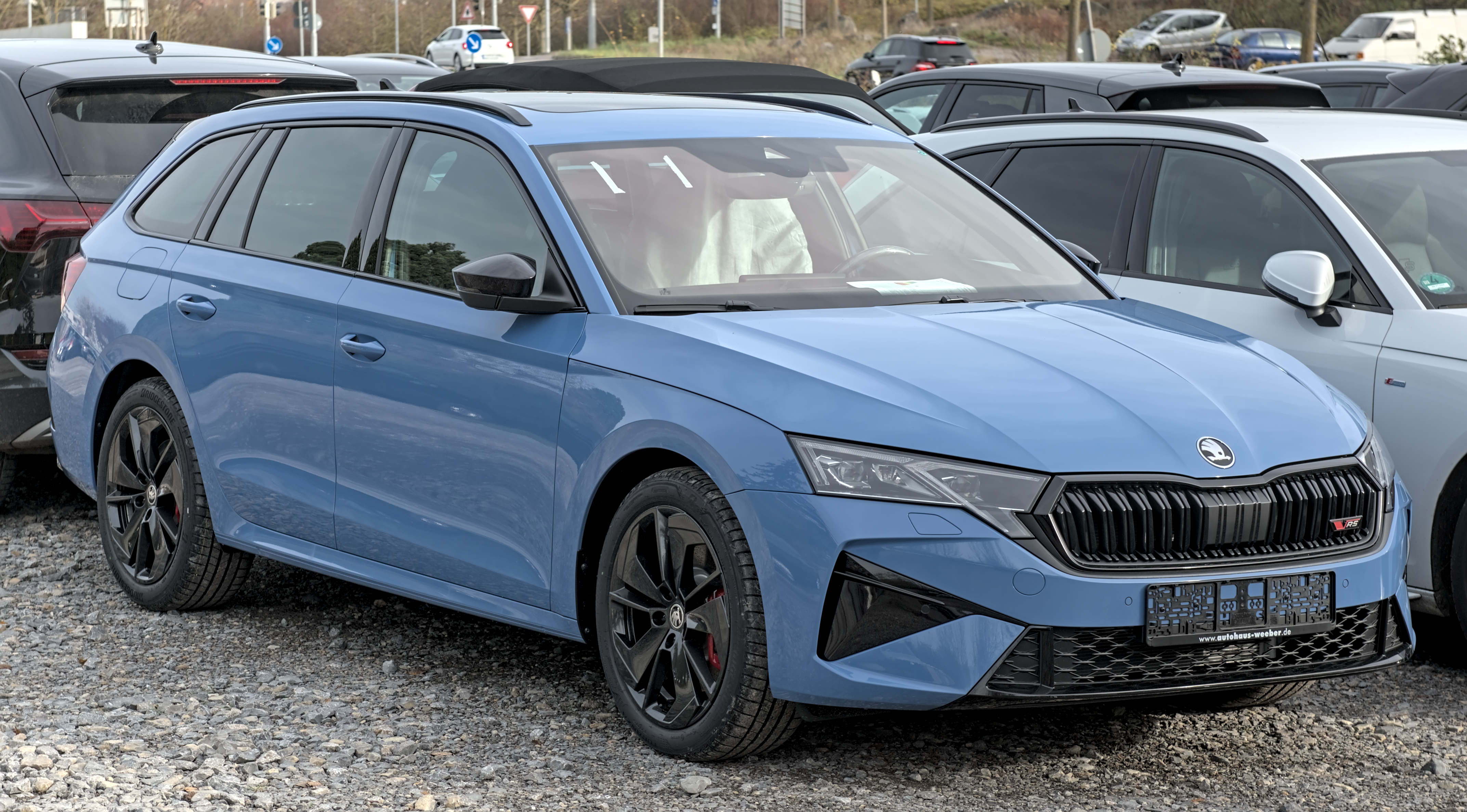
Škoda Octavia Combi RS (seit 2024)
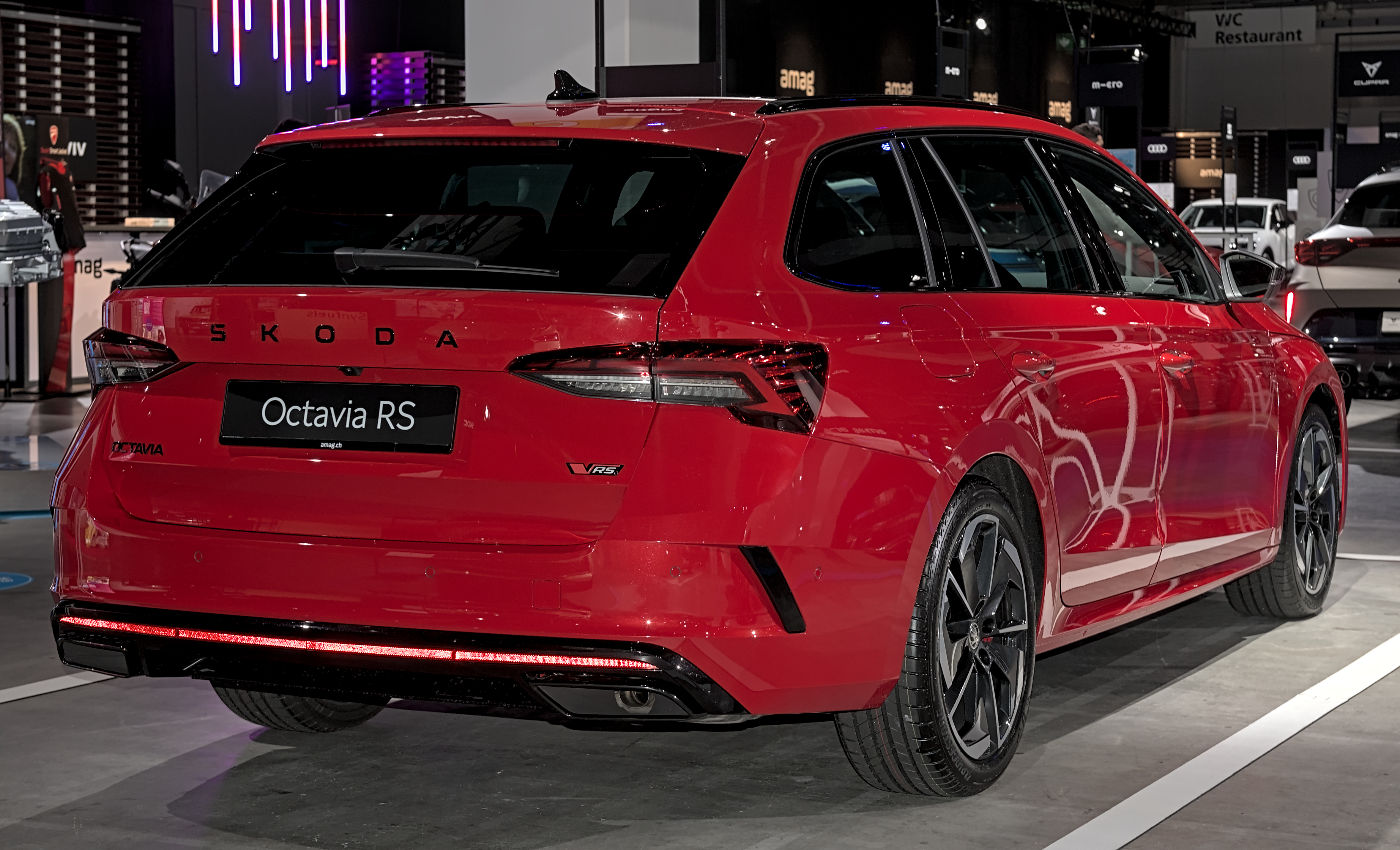
Heckansicht

## Octavia Scout
Im Juni 2020 präsentierte Škoda die durch Offroad-Applikationen und eine höhere Bodenfreiheit gekennzeichnete Ausstattungslinie Scout. Erstmals wird der Scout auch mit Vorderradantrieb angeboten.

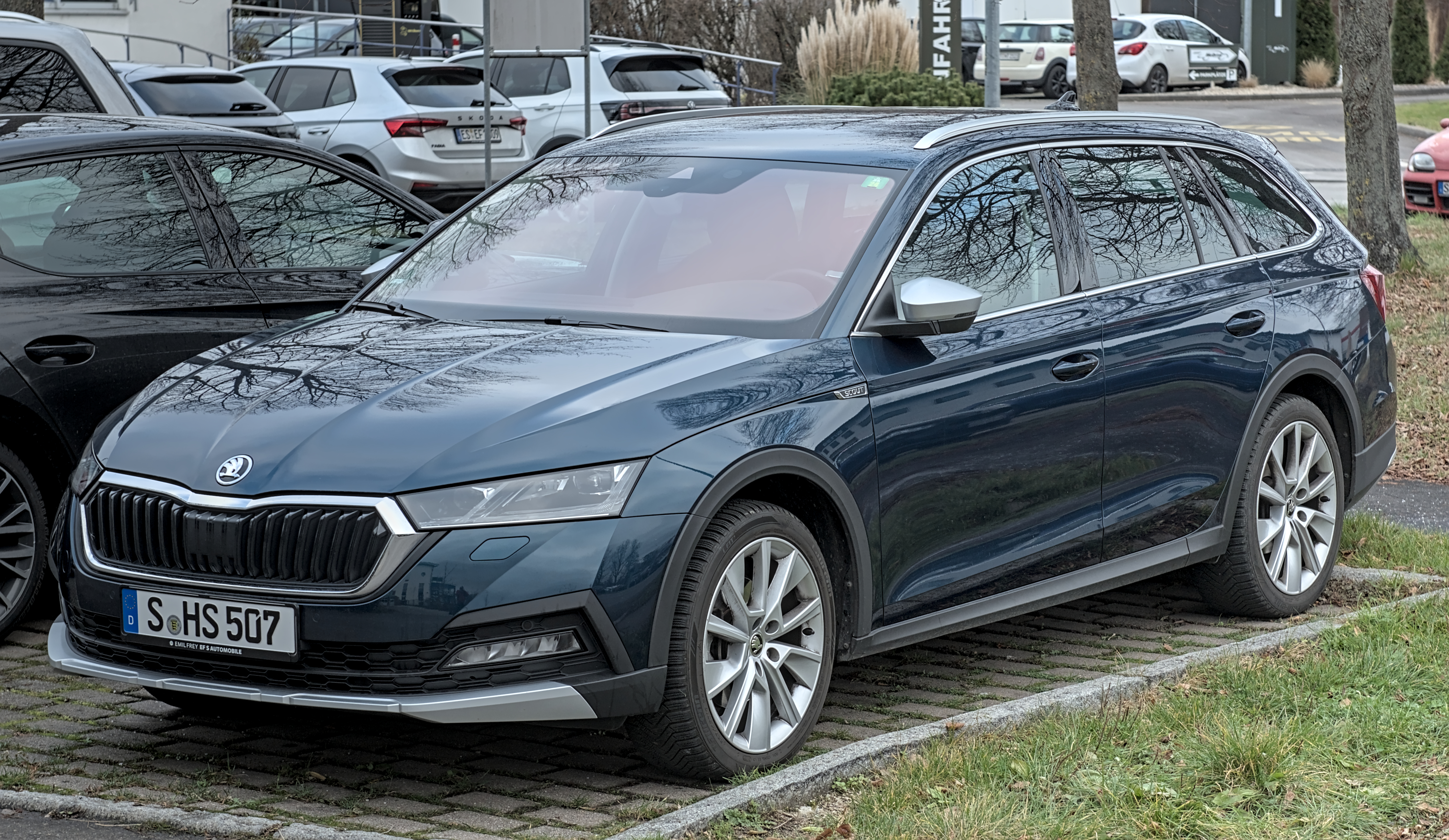
Škoda Octavia Scout
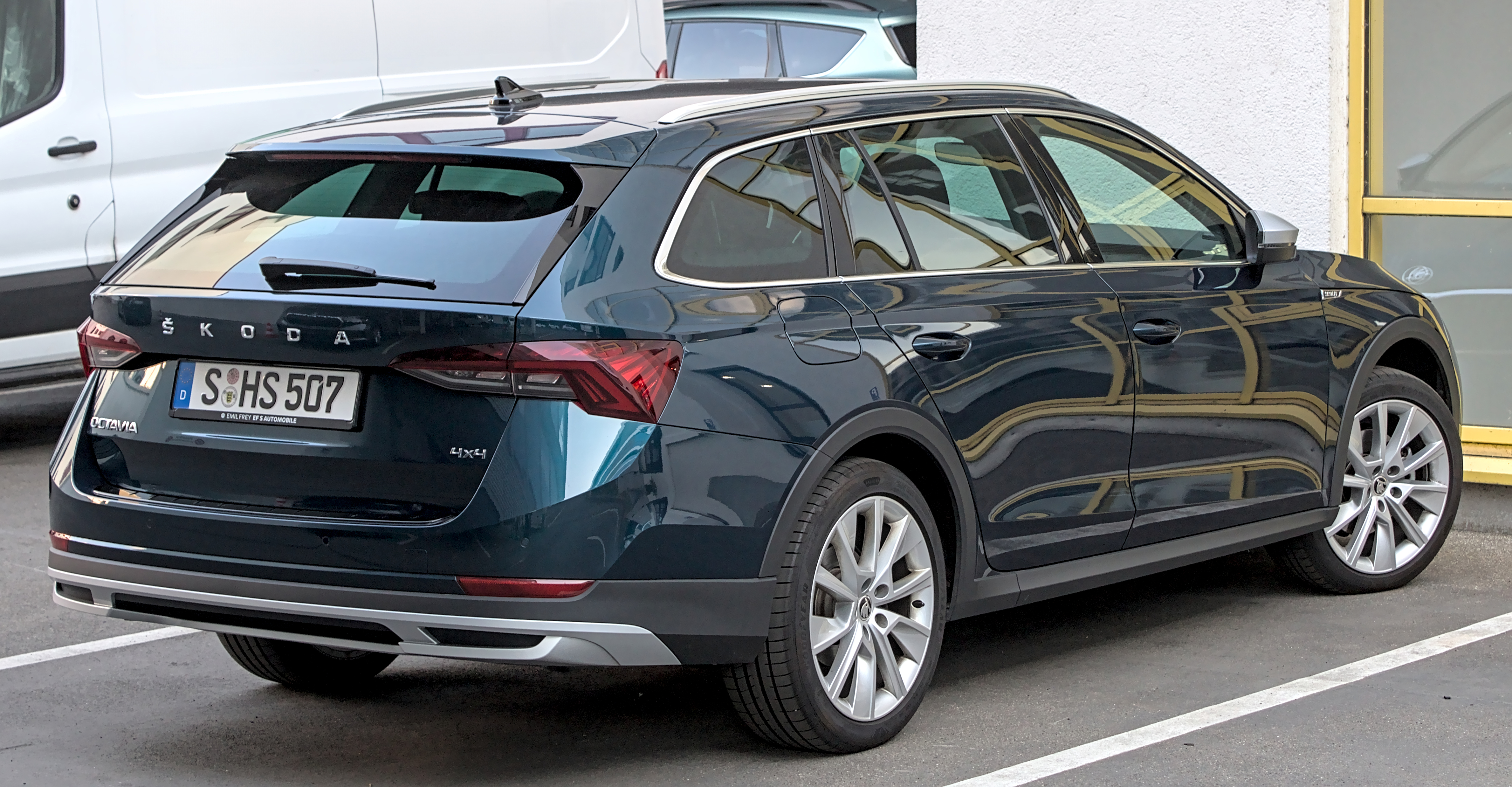
Heckansicht

## Technische Daten

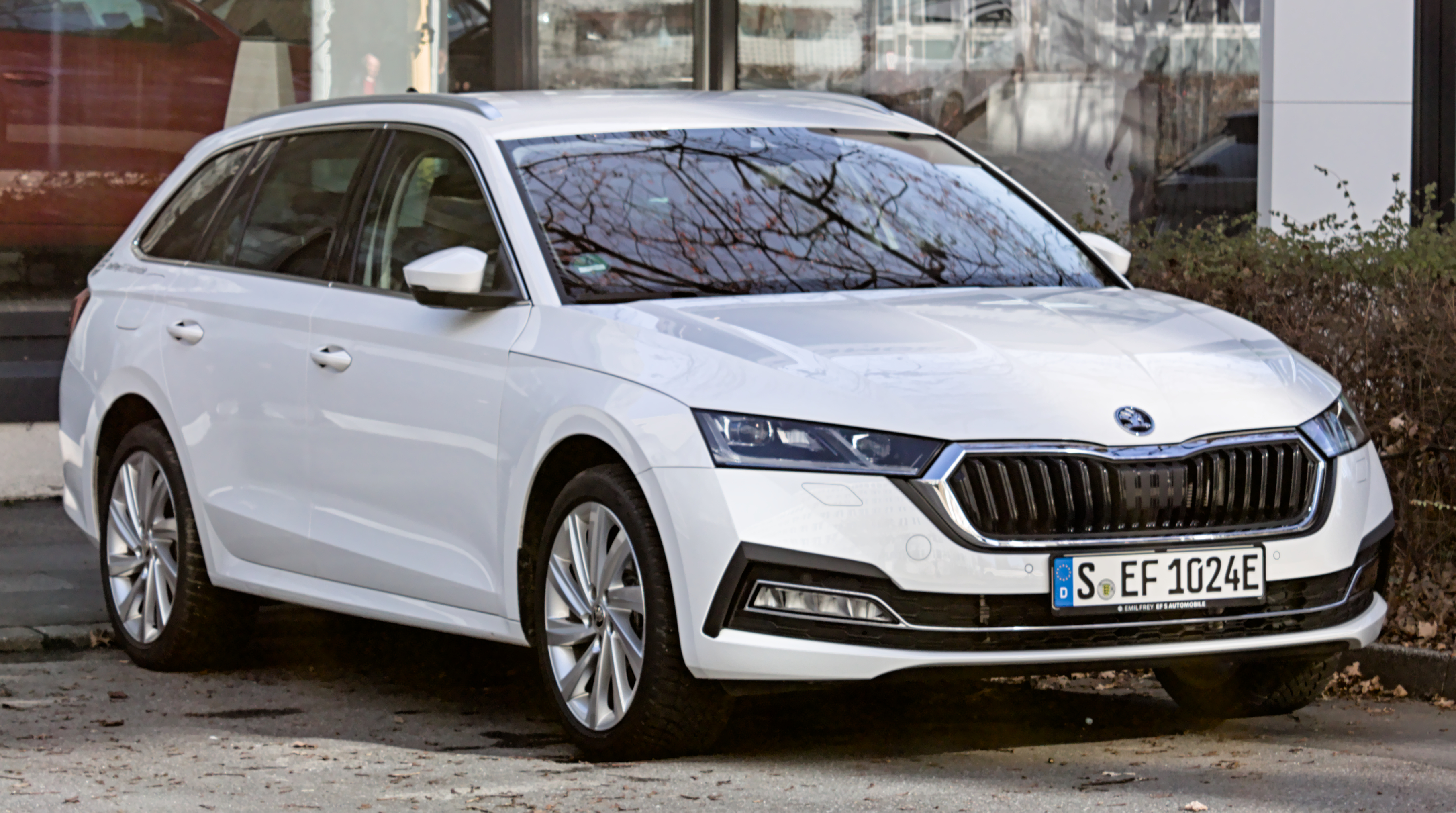
Škoda Octavia Combi iV

Für den Škoda Octavia IV sind drei aufgeladene Ottomotoren mit Direkteinspritzung (TSI), drei Dieselmotoren, eine Erdgasvariante sowie vier verschiedene Hybridantriebe erhältlich. Die TSI-Motoren haben einen Liter Hubraum, drei Zylinder und eine Leistung von 81 kW (110 PS), 1,5 Liter Hubraum, vier Zylinder und 110 kW (150 PS) oder zwei Liter Hubraum, vier Zylinder und 140 kW (190 PS). Der mit Erdgas betriebene 1,5-Liter-Vierzylindermotor (TGI) soll 96 kW (130 PS) leisten. Als Hybridantriebe werden zwei Mild-Hybrid- sowie zwei Plug-in-Hybrid-Versionen erhältlich sein. Die Mild-Hybride leisten 81 und 110 kW (110 und 150 PS). Die beiden Plug-in-Hybrid-Varianten sind 1,4-Liter-TSI-Motoren, die 150 und 180 kW (204 und 245 PS) leisten und ca. 55 km rein elektrisch fahren können. Der stärkere der beiden Plug-in-Hybridantriebe kommt im Octavia RS iV zum Einsatz.
Zum Modelljahr 2024 wurde die 1.0-TSI-Motorisierung durch einen ähnlich starken 1.5 TSI ersetzt.

### Ottomotoren
(Daten gemäß Pressemappe:)
|                                                              | 1.0 TSI EVO                                              | 1.0 TSI EVO e-TEC                                                          | 1.5 TSI                                                  | 1.5 TSI mHEV                                                               | 1.5 TSI G-TEC                                            | 1.5 TSI EVO                                              | 1.5 TSI EVO                                              | 1.5 TSI                                                  | 1.5 TSI EVO e-TEC                                                          | 1.5 TSI mHEV                                                               | 2.0 TSI 4x4                                              | 2.0 TSI 4x4                                              | 2.0 TSI RS                                            | 2.0 TSI RS                                            |
| ------------------------------------------------------------ | -------------------------------------------------------- | -------------------------------------------------------------------------- | -------------------------------------------------------- | -------------------------------------------------------------------------- | -------------------------------------------------------- | -------------------------------------------------------- | -------------------------------------------------------- | -------------------------------------------------------- | -------------------------------------------------------------------------- | -------------------------------------------------------------------------- | -------------------------------------------------------- | -------------------------------------------------------- | ----------------------------------------------------- | ----------------------------------------------------- |
| Bauzeitraum                                                  | 07/2020–03/2023                                          | 10/2020–03/2023                                                            | seit 01/2024                                             | seit 01/2024                                                               | 09/2020–08/2022                                          | 03/2020–12/2020                                          | 12/2020–01/2024                                          | seit 01/2024                                             | 12/2020–01/2024                                                            | seit 01/2024                                                               | 03/2021–03/2023                                          | seit 01/2025                                             | 09/2020–03/2023 08/2023–12/2023                       | seit 07/2024                                          |
| Motorbauart und Zylinderanzahl                               | R3-Ottomotor mit Turbolader und Benzindirekteinspritzung | R3-Ottomotor mit Turbolader, Benzindirekteinspritzung und 48-Volt-Bordnetz | R4-Ottomotor mit Turbolader und Benzindirekteinspritzung | R4-Ottomotor mit Turbolader, Benzindirekteinspritzung und 48-Volt-Bordnetz | R4-Ottomotor mit Turbolader und Benzindirekteinspritzung | R4-Ottomotor mit Turbolader und Benzindirekteinspritzung | R4-Ottomotor mit Turbolader und Benzindirekteinspritzung | R4-Ottomotor mit Turbolader und Benzindirekteinspritzung | R4-Ottomotor mit Turbolader, Benzindirekteinspritzung und 48-Volt-Bordnetz | R4-Ottomotor mit Turbolader, Benzindirekteinspritzung und 48-Volt-Bordnetz | R4-Ottomotor mit Turbolader und Benzindirekteinspritzung | R4-Ottomotor mit Turbolader und Benzindirekteinspritzung | R4-Ottomotor mit Turbolader, Benzindirekteinspritzung | R4-Ottomotor mit Turbolader, Benzindirekteinspritzung |
| Motorbaureihe                                                | VW EA211                                                 | VW EA211                                                                   | VW EA211 evo 2                                           | VW EA211 evo 2                                                             | VW EA211 evo                                             | VW EA211 evo                                             | VW EA211 evo                                             | VW EA211 evo 2                                           | VW EA211 evo                                                               | VW EA211 evo 2                                                             | VW EA888                                                 | VW EA888                                                 | VW EA888                                              | VW EA888                                              |
| Hubraum                                                      | 999 cm³                                                  | 999 cm³                                                                    | 1498 cm³                                                 | 1498 cm³                                                                   | 1498 cm³                                                 | 1498 cm³                                                 | 1498 cm³                                                 | 1498 cm³                                                 | 1498 cm³                                                                   | 1498 cm³                                                                   | 1984 cm³                                                 | 1984 cm³                                                 | 1984 cm³                                              | 1984 cm³                                              |
| Max. Leistung bei 1/min                                      | 81 kW (110 PS)/ 5500                                     | 81 kW (110 PS)/ 5500                                                       | 85 kW (115 PS)/ 5000–6000                                | 85 kW (115 PS)/ 5000–6000                                                  | 96 kW (130 PS)/ 5000–6000                                | 110 kW (150 PS)/ 5000–6000                               | 110 kW (150 PS)/ 5000–6000                               | 110 kW (150 PS)/ 5000–6000                               | 110 kW (150 PS)/ 5000–6000                                                 | 110 kW (150 PS)/ 5000–6000                                                 | 140 kW (190 PS)/ 4200                                    | 150 kW (204 PS)/ 4500–6000                               | 180 kW (245 PS)/ 5250–6500                            | 195 kW (265 PS)/ 5250–6500                            |
| Max. Drehmoment bei 1/min                                    | 200 Nm/ 2000–3000                                        | 200 Nm/ 2000–3000                                                          | 220 Nm/ 1500–3000                                        | 220 Nm/ 1500–3000                                                          | 200 Nm/ 1400–3500                                        | 250 Nm/ 1500–3500                                        | 250 Nm/ 1500–3500                                        | 250 Nm/ 1500–3500                                        | 250 Nm/ 1500–3500                                                          | 250 Nm/ 1500–3500                                                          | 320 Nm/ 1500                                             | 320 Nm/ 1500–4400                                        | 370 Nm/ 1600–4300                                     | 370 Nm/ 1600–4500                                     |
| Antriebsart                                                  | Vorderradantrieb                                         | Vorderradantrieb                                                           | Vorderradantrieb                                         | Vorderradantrieb                                                           | Vorderradantrieb                                         | Vorderradantrieb                                         | Vorderradantrieb                                         | Vorderradantrieb                                         | Vorderradantrieb                                                           | Vorderradantrieb                                                           | Allradantrieb                                            | Allradantrieb                                            | Vorderradantrieb                                      | Vorderradantrieb                                      |
| Getriebe, serienmäßig                                        | 6-Gang-Schaltgetriebe                                    | 7-Gang-Doppelkupplungsgetriebe                                             | 6-Gang-Schaltgetriebe                                    | 7-Gang-Doppelkupplungsgetriebe                                             | 6-Gang-Schaltgetriebe                                    | 6-Gang-Schaltgetriebe                                    | 6-Gang-Schaltgetriebe                                    | 6-Gang-Schaltgetriebe                                    | 7-Gang-Doppelkupplungsgetriebe                                             | 7-Gang-Doppelkupplungsgetriebe                                             | 7-Gang-Doppelkupplungsgetriebe                           | 7-Gang-Doppelkupplungsgetriebe                           | 6-Gang-Schaltgetriebe                                 | 7-Gang-Doppelkupplungsgetriebe                        |
| Getriebe, optional                                           | —                                                        | —                                                                          | —                                                        | —                                                                          | (7-Gang-Doppelkupplungsgetriebe)                         | —                                                        | —                                                        | —                                                        | —                                                                          | —                                                                          | —                                                        | —                                                        | (7-Gang-Doppelkupplungsgetriebe)                      | —                                                     |
| Leergewicht, Limousine                                       | 1301 kg                                                  | 1341 kg                                                                    | 1351 kg                                                  | 1385 kg                                                                    | 1419 kg                                                  | 1336 kg                                                  | 1336 kg                                                  | 1353 kg                                                  | 1371 kg                                                                    | 1387 kg                                                                    | 1544 kg                                                  | 1537 kg                                                  | 1489 kg                                               | 1520 kg                                               |
| Leergewicht, Kombi                                           | 1313 kg                                                  | 1357 kg                                                                    | 1366 kg                                                  | 1401 kg                                                                    | 1431 kg                                                  | 1347 kg                                                  | 1347 kg                                                  | 1368 kg                                                  | 1385 kg                                                                    | 1403 kg                                                                    | 1556 kg                                                  | 1553 kg                                                  | 1501 kg                                               | 1534 kg                                               |
| Höchstgeschwindigkeit, Limousine                             | 208 km/h                                                 | 208 km/h                                                                   | 203 km/h                                                 | 203 km/h                                                                   | 218 km/h (218 km/h)                                      | 230 km/h                                                 | 231 km/h                                                 | 229 km/h                                                 | 230 km/h                                                                   | 229 km/h                                                                   | 232 km/h                                                 | 228 km/h                                                 | 250 km/h (250 km/h)                                   | 250 km/h                                              |
| Höchstgeschwindigkeit, Kombi                                 | 202 km/h                                                 | 201 km/h                                                                   | 203 km/h                                                 | 203 km/h                                                                   | 212 km/h (212 km/h)                                      | 224 km/h                                                 | 225 km/h                                                 | 226 km/h                                                 | 224 km/h                                                                   | 225 km/h                                                                   | 234 km/h                                                 | 228 km/h                                                 | 250 km/h (250 km/h)                                   | 250 km/h                                              |
| Beschleunigung, 0–100 km/h, Limousine                        | 10,8 s                                                   | 10,5 s                                                                     | 10,4 s                                                   | 10,6 s                                                                     | 9,6 s (9,6 s)                                            | 8,2 s                                                    | 8,5 s                                                    | 8,5 s                                                    | 8,5 s                                                                      | 8,5 s                                                                      | 6,9 s                                                    | 6,6 s                                                    | 6,8 s (6,7 s)                                         | 6,4 s                                                 |
| Beschleunigung, 0–100 km/h, Kombi                            | 10,9 s                                                   | 10,6 s                                                                     | 10,5 s                                                   | 10,7 s                                                                     | 9,6 s (9,6 s)                                            | 8,3 s                                                    | 8,5 s                                                    | 8,6 s                                                    | 8,6 s                                                                      | 8,6 s                                                                      | 6,9 s                                                    | 6,7 s                                                    | 6,8 s (6,7 s)                                         | 6,5 s                                                 |
| Kraftstoffverbrauch auf 100 km (kombiniert), NEFZ, Limousine | 4,6–4,7 l Super                                          | 4,2–4,3 l Super                                                            | 5,2–5,7 l Super                                          | 4,9–5,4 l Super                                                            | 3,4–3,5 kg Erdgas                                        | 4,7–4,9 l Super                                          | 5,0–5,1 l Super                                          | 5,3–5,7 l Super                                          | 4,6–4,7 l Super                                                            | 4,9–5,3 l Super                                                            |                                                          |                                                          | 6,5 l Super                                           |                                                       |
| Kraftstoffverbrauch auf 100 km (kombiniert), WLTP, Limousine |                                                          |                                                                            |                                                          |                                                                            |                                                          | 5,6 l Super                                              |                                                          |                                                          |                                                                            |                                                                            |                                                          | 6,7–7,1 l Super                                          | 6,8 l Super                                           | 6,7–7,0 l Super                                       |
| Kraftstoffverbrauch auf 100 km (kombiniert), NEFZ, Kombi     | 4,7–4,8 l Super                                          | 4,3–4,4 l Super                                                            | 5,3–5,8 l Super                                          | 5,0–5,5 l Super                                                            | 3,5 kg Erdgas                                            | 4,8–4,9 l Super                                          | 5,1–5,2 l Super                                          | 5,4–5,9 l Super                                          | 4,7–4,8 l Super                                                            | 5,0–5,4 l Super                                                            |                                                          |                                                          | 6,5 l Super                                           |                                                       |
| Kraftstoffverbrauch auf 100 km (kombiniert), WLTP, Kombi     |                                                          |                                                                            |                                                          |                                                                            |                                                          | 5,7 l Super                                              |                                                          |                                                          |                                                                            |                                                                            |                                                          | 6,8–7,3 l Super                                          | 6,9 l Super                                           | 6,8–7,2 l Super                                       |
| CO2-Emission (kombiniert), NEFZ, Limousine                   | 105–107 g/km                                             | 96–98 g/km                                                                 | 119–129 g/km                                             | 112–122 g/km                                                               | 93–95 g/km                                               | 109–111 g/km                                             | 115–117 g/km                                             | 120–131 g/km                                             | 105–107 g/km                                                               | 111–121 g/km                                                               |                                                          |                                                          | 148 g/km                                              |                                                       |
| CO2-Emission (kombiniert), WLTP, Limousine                   |                                                          |                                                                            |                                                          |                                                                            |                                                          | 127 g/km                                                 |                                                          |                                                          |                                                                            |                                                                            |                                                          | 153–162 g/km                                             | 153 g/km                                              | 153–161 g/km                                          |
| CO2-Emission (kombiniert), NEFZ, Kombi                       | 107–109 g/km                                             | 98–100 g/km                                                                | 122–132 g/km                                             | 115–125 g/km                                                               | 95–96 g/km                                               | 111–113 g/km                                             | 117–119 g/km                                             | 123–134 g/km                                             | 107–109 g/km                                                               | 114–124 g/km                                                               |                                                          |                                                          | 149 g/km                                              |                                                       |
| CO2-Emission (kombiniert), WLTP, Kombi                       |                                                          |                                                                            |                                                          |                                                                            |                                                          | 130 g/km                                                 |                                                          |                                                          |                                                                            |                                                                            |                                                          | 155–165 g/km                                             | 162 g/km                                              | 154–163 g/km                                          |
| Abgasnorm nach EU-Klassifikation                             | Euro 6d                                                  | Euro 6d                                                                    | Euro 6e                                                  | Euro 6e                                                                    | Euro 6d                                                  | Euro 6d-TEMP                                             | Euro 6d                                                  | Euro 6e                                                  | Euro 6d                                                                    | Euro 6e                                                                    | Euro 6d                                                  | Euro 6e                                                  | Euro 6d                                               | Euro 6e                                               |

### Plug-in-Hybride
|                                                               | 1.4 TSI iV                                                             | 1.4 TSI RS iV                                                          |
| ------------------------------------------------------------- | ---------------------------------------------------------------------- | ---------------------------------------------------------------------- |
| Bauzeitraum                                                   | 09/2020–02/2023                                                        | 09/2020–02/2023                                                        |
| Motorbauart und Zylinderanzahl                                | R4-Ottomotor mit Turbolader, Benzindirekteinspritzung und Elektromotor | R4-Ottomotor mit Turbolader, Benzindirekteinspritzung und Elektromotor |
| Motorbaureihe                                                 | VW EA211                                                               | VW EA211                                                               |
| Hubraum                                                       | 1395 cm³                                                               | 1395 cm³                                                               |
| max. Leistung bei 1/min, Verbrennungsmotor                    | 110 kW (150 PS)/ 5000–6000                                             | 110 kW (150 PS)/ 5000–6000                                             |
| max. Drehmoment bei 1/min, Verbrennungsmotor                  | 250 Nm/ 1550–3500                                                      | 250 Nm/ 1550–3500                                                      |
| max. Leistung bei 1/min, Elektromotor (Peak)                  | 85 kW (115 PS)                                                         | 85 kW (115 PS)                                                         |
| max. Drehmoment bei 1/min, Elektromotor                       | 330 Nm                                                                 | 330 Nm                                                                 |
| max. Leistung bei 1/min, Systemleistung                       | 150 kW (204 PS)/ 5000–6000                                             | 180 kW (245 PS)/ 5000–6000                                             |
| max. Drehmoment bei 1/min, Systemdrehmoment                   | 350 Nm/                                                                | 400 Nm /1550–3500                                                      |
| Antriebsart                                                   | Vorderradantrieb                                                       | Vorderradantrieb                                                       |
| Getriebe, serienmäßig                                         | 6-Gang-Doppelkupplungsgetriebe                                         | 6-Gang-Doppelkupplungsgetriebe                                         |
| Getriebe, optional                                            | —                                                                      | —                                                                      |
| Höchstgeschwindigkeit, Limousine                              | 220 km/h                                                               | 225 km/h                                                               |
| Höchstgeschwindigkeit, Kombi                                  | 220 km/h                                                               | 225 km/h                                                               |
| Beschleunigung, 0–100 km/h, Limousine                         | 7,7 s                                                                  | 7,3 s                                                                  |
| Beschleunigung, 0–100 km/h, Kombi                             | 7,8 s                                                                  | 7,3 s                                                                  |
| Leergewicht, Limousine                                        | 1608 kg                                                                | 1695 kg                                                                |
| Leergewicht, Kombi                                            | 1620 kg                                                                | 1707 kg                                                                |
| Akkukapazität                                                 | 13 kWh (brutto) / 10,4 kWh (netto)                                     | 13 kWh (brutto) / 10,4 kWh (netto)                                     |
| Kraftstoffverbrauch auf 100 km (kombiniert) (WLTP), Limousine | 1,0 l Super                                                            | 1,1 l Super                                                            |
| Kraftstoffverbrauch auf 100 km (kombiniert) (WLTP), Kombi     | 1,1 l Super                                                            | 1,2 l Super                                                            |
| CO2-Emission (kombiniert), Limousine                          | 21 g/km                                                                | 25 g/km                                                                |
| CO2-Emission (kombiniert), Kombi                              | 24 g/km                                                                | 27 g/km                                                                |
| Abgasnorm nach EU-Klassifikation                              | Euro 6d                                                                | Euro 6d                                                                |

### Dieselmotoren
(Daten gemäß Pressemappe:)
|                                                              | 2.0 TDI                                                    | 2.0 TDI                                                    | 2.0 TDI                                                    | 2.0 TDI                                                    | 2.0 TDI                                                    | 2.0 TDI                                                    | 2.0 TDI 4x4                                                | 2.0 TDI RS                                                 | 2.0 TDI 4x4 RS                                             |
| ------------------------------------------------------------ | ---------------------------------------------------------- | ---------------------------------------------------------- | ---------------------------------------------------------- | ---------------------------------------------------------- | ---------------------------------------------------------- | ---------------------------------------------------------- | ---------------------------------------------------------- | ---------------------------------------------------------- | ---------------------------------------------------------- |
| Bauzeitraum                                                  | 03/2020–12/2020                                            | 12/2020–01/2024                                            | seit 01/2024                                               | 03/2020–12/2020                                            | 12/2020–01/2024                                            | seit 01/2024                                               | 01/2021–03/2023                                            | 10/2020–02/2023 08/2023–01/2024                            | 10/2020–03/2023 08/2023–01/2024                            |
| Motorbauart und Zylinderanzahl                               | R4-Dieselmotor mit Turbolader und Common-Rail-Einspritzung | R4-Dieselmotor mit Turbolader und Common-Rail-Einspritzung | R4-Dieselmotor mit Turbolader und Common-Rail-Einspritzung | R4-Dieselmotor mit Turbolader und Common-Rail-Einspritzung | R4-Dieselmotor mit Turbolader und Common-Rail-Einspritzung | R4-Dieselmotor mit Turbolader und Common-Rail-Einspritzung | R4-Dieselmotor mit Turbolader und Common-Rail-Einspritzung | R4-Dieselmotor mit Turbolader und Common-Rail-Einspritzung | R4-Dieselmotor mit Turbolader und Common-Rail-Einspritzung |
| Motorbaureihe                                                | VW EA288 evo                                               | VW EA288 evo                                               | VW EA288 evo                                               | VW EA288 evo                                               | VW EA288 evo                                               | VW EA288 evo                                               | VW EA288 evo                                               | VW EA288 evo                                               | VW EA288 evo                                               |
| Hubraum                                                      | 1968 cm³                                                   | 1968 cm³                                                   | 1968 cm³                                                   | 1968 cm³                                                   | 1968 cm³                                                   | 1968 cm³                                                   | 1968 cm³                                                   | 1968 cm³                                                   | 1968 cm³                                                   |
| Max. Leistung bei 1/min                                      | 85 kW (115 PS)/ 2750–4250                                  | 85 kW (115 PS)/ 2750–4250                                  | 85 kW (115 PS)/ 2750–4250                                  | 110 kW (150 PS)/ 3000–4200                                 | 110 kW (150 PS)/ 3000–4200                                 | 110 kW (150 PS)/ 3000–4200                                 | 110 kW (150 PS)/ 3000–4200                                 | 147 kW (200 PS)/ 3600–4100                                 | 147 kW (200 PS)/ 3600–4100                                 |
| Max. Drehmoment bei 1/min                                    | 300 Nm/ 1600–2500                                          | 300 Nm/ 1600–2500                                          | 300 Nm/ 1600–2500                                          | 360 Nm/ 1600–2750                                          | 360 Nm/ 1600–2750                                          | 360 Nm/ 1600–2750                                          | 360 Nm/ 1600–2750                                          | 400 Nm/ 1750–3500                                          | 400 Nm/ 1750–3500                                          |
| Antriebsart                                                  | Vorderradantrieb                                           | Vorderradantrieb                                           | Vorderradantrieb                                           | Vorderradantrieb                                           | Vorderradantrieb                                           | Vorderradantrieb                                           | Allradantrieb                                              | Vorderradantrieb                                           | Allradantrieb                                              |
| Getriebe, serienmäßig                                        | 6-Gang-Schaltgetriebe                                      | 6-Gang-Schaltgetriebe                                      | 6-Gang-Schaltgetriebe                                      | 6-Gang-Schaltgetriebe (bis 03/2023)                        | 6-Gang-Schaltgetriebe (bis 03/2023)                        | 7-Gang-Doppelkupplungsgetriebe                             | 7-Gang-Doppelkupplungsgetriebe                             | 7-Gang-Doppelkupplungsgetriebe                             | 7-Gang-Doppelkupplungsgetriebe                             |
| Getriebe, optional                                           | (7-Gang-Doppelkupplungsgetriebe) (bis 03/2023)             | (7-Gang-Doppelkupplungsgetriebe) (bis 03/2023)             | —                                                          | (7-Gang-Doppelkupplungsgetriebe)                           | (7-Gang-Doppelkupplungsgetriebe)                           | —                                                          | —                                                          | —                                                          | —                                                          |
| Leergewicht, Limousine                                       | 1425 kg                                                    | 1425 kg                                                    | 1433 kg                                                    | 1427 kg                                                    | 1427 kg                                                    | 1464 kg                                                    | 1562 kg                                                    | 1516 kg                                                    | 1602 kg                                                    |
| Leergewicht, Kombi                                           | 1437 kg                                                    | 1437 kg                                                    | 1448 kg                                                    | 1439 kg                                                    | 1439 kg                                                    | 1480 kg                                                    | 1574 kg                                                    | 1528 kg                                                    | 1614 kg                                                    |
| Höchstgeschwindigkeit, Limousine                             | 211 km/h (209 km/h)                                        | 212 km/h (211 km/h)                                        | 214 km/h                                                   | 228 km/h (227 km/h)                                        | 231 km/h (229 km/h)                                        | 228 km/h                                                   | 222 km/h                                                   | 249 km/h                                                   | 243 km/h                                                   |
| Höchstgeschwindigkeit, Kombi                                 | 205 km/h (205 km/h)                                        | 206 km/h (205 km/h)                                        | 208 km/h                                                   | 224 km/h (222 km/h)                                        | 225 km/h (223 km/h)                                        | 225 km/h                                                   | 216 km/h                                                   | 245 km/h                                                   | 238 km/h                                                   |
| Beschleunigung, 0–100 km/h, Limousine                        | 10,3 s (10,8 s)                                            | 10,3 s (10,6 s)                                            | 10,0 s                                                     | 8,9 s (8,7 s)                                              | 8,7 s (8,7 s)                                              | 8,5 s                                                      | 8,8 s                                                      | 7,4 s                                                      | 6,8 s                                                      |
| Beschleunigung, 0–100 km/h, Kombi                            | 10,4 s (10,8 s)                                            | 10,4 s (10,8 s)                                            | 10,1 s                                                     | 8,9 s (8,8 s)                                              | 8,8 s (8,8 s)                                              | 8,6 s                                                      | 8,8 s                                                      | 7,4 s                                                      | 6,8 s                                                      |
| Kraftstoffverbrauch auf 100 km (kombiniert), NEFZ, Limousine | 3,5 l Diesel                                               | 3,8–3,9 l Diesel (3,8–3,9 l Diesel)                        | 4,3–4,6 l Diesel                                           | (3,7 l Diesel)                                             | 3,8–3,9 l Diesel (3,7–3,8 l Diesel)                        | 4,5–4,8 l Diesel                                           | 4,4 l Diesel                                               | 4,4 l Diesel                                               | 5,0 l Diesel                                               |
| Kraftstoffverbrauch auf 100 km (kombiniert), WLTP, Limousine | 4,3 l Diesel                                               |                                                            |                                                            | (4,5 l Diesel)                                             |                                                            |                                                            | 5,0 l Diesel                                               | 4,9 l Diesel                                               | 5,5 l Diesel                                               |
| Kraftstoffverbrauch auf 100 km (kombiniert), NEFZ, Kombi     | 3,6–3,7 l Diesel                                           | 3,8–3,9 l Diesel (3,9 l Diesel)                            | 4,4–4,7 l Diesel                                           | (3,7 l Diesel)                                             | 3,9–4,0 l Diesel (3,8–3,9 l Diesel)                        | 4,6–4,9 l Diesel                                           | 4,4 l Diesel                                               | 4,4 l Diesel                                               | 5,0 l Diesel                                               |
| Kraftstoffverbrauch auf 100 km (kombiniert), WLTP, Kombi     | 4,5 l Diesel                                               |                                                            |                                                            | (4,7 l Diesel)                                             |                                                            |                                                            | 5,1 l Diesel                                               | 5,0 l Diesel                                               | 5,6 l Diesel                                               |
| CO2-Emission (kombiniert), NEFZ, Limousine                   | 91–93 g/km                                                 | 99–101 g/km (100–102 g/km)                                 | 112–122 g/km                                               | (96–97 g/km)                                               | 101–103 g/km (98–100 g/km)                                 | 117–127 g/km                                               | 115 g/km                                                   | 115 g/km                                                   | 131 g/km                                                   |
| CO2-Emission (kombiniert), WLTP, Limousine                   | 113 g/km                                                   |                                                            |                                                            | (119 g/km)                                                 |                                                            |                                                            | 132 g/km                                                   | 129 g/km                                                   | 144 g/km                                                   |
| CO2-Emission (kombiniert), NEFZ, Kombi                       | 96–98 g/km                                                 | 101–103 g/km (102–104 g/km)                                | 114–124 g/km                                               | (97–97 g/km)                                               | 103–104 g/km (100–102 g/km)                                | 119–129 g/km                                               | 117 g/km                                                   | 116 g/km                                                   | 133 g/km                                                   |
| CO2-Emission (kombiniert), WLTP, Kombi                       | 117 g/km                                                   |                                                            |                                                            | (122 g/km)                                                 |                                                            |                                                            | 135 g/km                                                   | 132 g/km                                                   | 147 g/km                                                   |
| Abgasnorm nach EU-Klassifikation                             | Euro 6d-TEMP                                               | Euro 6d                                                    | Euro 6e                                                    | Euro 6d-TEMP                                               | Euro 6d                                                    | Euro 6e                                                    | Euro 6d                                                    | Euro 6d                                                    | Euro 6d                                                    |